# Flüchtige organische Verbindungen
Flüchtige organische Verbindungen (englisch volatile organic compounds, kurz VOC) ist die Sammelbezeichnung für organische, also kohlenstoffhaltige Stoffe, die bei Raumtemperatur oder höheren Temperaturen durch Verdampfen (umgangssprachlich „Verdunsten“) in die Gasphase übergehen, also flüchtig sind. Das Gas Methan, CH4, ist oft nicht eingeschlossen, manchmal explizit ausgeklammert mit der Abkürzung NMVOC (non-methane volatile organic compounds). Die Gesamtsumme der Emissionskonzentration (englisch Total volatile organic compounds, kurz TVOC) ist Grundlage für beispielsweise die Emicode-Einstufung.
Der Begriff condensable organic compounds ‚Kondensierbare Organische Verbindungen‘, abgekürzt COC, beschreibt  dieselben Verbindungen, dieser alternative Begriff wird nur in Zusammenhang mit Kondensationsvorgängen verwendet.

## Definitionen
Das Wort flüchtig impliziert, dass die zu der Gruppe der VOC zählenden Stoffe aufgrund ihres hohen Dampfdruckes bzw. niedrigen Siedepunktes schnell verdampfen (sich verflüchtigen).
Flüchtige organische Verbindungen werden gemäß der Weltgesundheitsorganisation (WHO) nach ihrem Siedepunkt bzw. der daraus resultierenden Flüchtigkeit eingeteilt:
| Beschreibung                                                                               | Siedebereich           |
| ------------------------------------------------------------------------------------------ | ---------------------- |
| 1. Very Volatile Organic Compound (VVOC)                                                   | < 0 bis 50…100 °C      |
| 2. Volatile Organic Compound (VOC)                                                         | 50…100 bis 240…260 °C  |
| 3. Semi Volatile Organic Compound (SVOC)                                                   | 240…260 bis 380…400 °C |
| 4. Organic compound associated with particulate matter or Particulate organic matter (POM) | 380 °C                 |

Allerdings gibt es keine einheitliche Definition, was ein VOC tatsächlich ist (s. Tabelle 2). Einige Definitionen beinhalten tatsächlich Angaben zum Dampfdruck, andere, in der Regel neuere Definitionen, definieren VOC über ihre photochemische Reaktivität als sog. Vorläufersubstanzen für die Bildung von bodennahem Ozon. Darüber hinaus werden in einigen Definitionen bestimmte organische Stoffe explizit aus der VOC-Definition ausgeklammert. Für die Beurteilung von Innenraumluft ist noch eine andere Definition üblich. Dies gilt auch für die Emission von VOC aus Produkten in die Innenraumluft
| Land                | Definition | Quelle |
| ------------------- | --- | --- |
| -                   | Alle organischen Verbindungen (Substanzen die primär aus Kohlenstoff und Wasserstoff bestehen) mit Siedepunkten im Bereich von 50 bis 260 °C, mit Ausnahme von Pestiziden | Weltgesundheitsorganisation (WHO), zitiert nach: Total Volatile Organic Compounds fact sheet (NPI, Australien)                                                                                     |
| Australien          | Jede chemische, aus Kohlenstoffringen oder -ketten bestehende (und Wasserstoff enthaltende) Verbindung mit einem Dampfdruck größer 2 mm Hg (0,27 kPa) bei 25 °C, ausgenommen Methan. Diese Verbindungen können auch Sauerstoff, Stickstoff und andere Elemente enthalten. Explizit ausgenommen werden Kohlendioxid, Kohlenmonoxid, Kohlensäure, Carbonate, Metallcarbide, Methan | NPI definition for Volatile Organic Compounds |
| Schweiz             | Organische Verbindungen mit einem Dampfdruck von mindestens 0,1 mbar bei 20 °C oder mit einem Siedepunkt von höchstens 240 °C bei 1013,25 mbar | Verordnung über die Lenkungsabgabe auf flüchtigen organischen Verbindungen (VOCV) vom 12. November 1997 (Stand am 8. Oktober 2002)                                                                 |
| Europa, Deutschland | Eine organische Verbindung, die bei 293,15 Kelvin einen Dampfdruck von 0,01 Kilopascal oder mehr hat oder unter den jeweiligen Verwendungsbedingungen eine entsprechende Flüchtigkeit aufweist | Richtlinie 1999/13/EG … vom 11. März 1999 über die Begrenzung von Emissionen flüchtiger organischer Verbindungen …                                                                                 |
| Europa              | Jede organische Verbindung, die sich aus menschlicher Tätigkeit ergibt, mit Ausnahme von Methan, die durch Reaktion mit Stickstoffoxiden in Gegenwart von Sonnenlicht photochemische Oxidantien erzeugen kann | Richtlinie 2001/81/EG … über nationale Emissionshöchstmengen für bestimmte Luftschadstoffe (23. Oktober 2001)                                                                                      |
| Europa              | Organische Verbindung mit einem Anfangssiedepunkt von höchstens 250 °C bei einem Standarddruck von 101,3 kPa | Richtlinie 2004/42/EG … vom 21. April 2004 über die Begrenzung der Emissionen flüchtiger organischer Verbindungen aufgrund der Verwendung organischer Lösemittel in bestimmten Farben und Lacken … |
| Europa              | Organische Verbindungen anthropogenen oder biogenen Ursprungs mit Ausnahme von Methan, die durch Reaktion mit Stickstoffoxiden in Gegenwart von Sonnenlicht photochemische Oxidantien erzeugen können | Richtlinie 2008/50/EG … vom 21. Mai 2008 über Luftqualität und saubere Luft für Europa |
| Europa              | Chemische Verbindungen auf der Grundlage von Kohlenstoff, die durch natürliche Quellen oder durch Tätigkeiten des Menschen (z. B. Verwendung von Lösungsmitteln, Farben und Lacken, Lagerung von Kraftstoffen und ihre Verwendung an Tankstellen, Kraftfahrzeugabgase) in die Luft freigesetzt werden | Thematische Strategie zur Luftreinhaltung (Stand: 1. Dezember 2005) |
| USA                 | Jede chemische Verbindung auf der Grundlage von Kohlenstoff, ausgenommen Kohlenmonoxid, Kohlendioxid, Kohlensäure, Metallcarbide oder -carbonate sowie Ammoniumcarbonat, die an photochemischen Reaktionen in der Atmosphäre beteiligt sind | Code of Federal Regulation (CFR) 40, Part 51.100(s), US EPA |
| ISO, VDI            | Jede organisch-chemische Verbindung, die wie folgt gemessen werden kann: Adsorption aus Luft auf Tenax TA, thermische Desorption, gaschromatographische Auftrennung über eine 100 % unpolare Säule (Dimethylpolysiloxane). VOC (volatile organic compounds) sind alle Stoffe die im Gaschromatogramm zwischen und inklusive n-Hexan und n-Hexadecan auftreten. Früher auftretende Stoffe gelten als VVOC (very volatile organic compounds) und später auftretende Stoffe gelten als SVOC (semi-volatile organic compounds). | DIN EN ISO 16000-6, DIN EN ISO 13999-2, VDI 4300-6, AgBB-Bewertungsschema, DIBt-Zulassungsgrundsätze, GEV-Prüfmethode für den EMICODE                                                              |

Dementsprechend sind Angaben zur Emission von VOCs eigentlich nur dann bewertbar, wenn zusätzlich zu der Angabe auch die verwendete Definition genannt wird.

### Mikrobielle flüchtige organische Verbindungen
Als Mikrobielle flüchtige organische Verbindungen (englisch Microbial Volatile Organic Compounds – MVOC) werden leicht flüchtige Stoffwechselprodukte von Mikroorganismen und Pilzen bezeichnet, von denen mehr als 200 Substanzen identifiziert wurden. Manche von ihnen sind für den muffigen Geruch von verschimmelten Papier oder Holz verantwortlich. Einer dieser intensiv riechbaren (also mit geringem Geruchsschwellenwert wahrnehmbaren) Verbindungen ist 2,4,6-Trichloranisol.

### Natürliche Quellen
Alle Lebewesen (Menschen, Tiere, Pflanzen, Mikroorganismen) emittieren organische Verbindungen in die Umwelt. Wichtige natürliche Methanquellen sind Sümpfe und Wiederkäuer. Unter den natürlichen (non-methane) VOC dominieren die von vielen Pflanzen emittierten Terpene, darunter vor allem das Isopren. Unter den die Raumluft belastenden natürlichen Quellen sind Bakterien und Schimmelpilze zu nennen, man spricht von MVOC (Microbial Volatile Organic Compounds), die auch noch nach dem Absterben der Organismen auftreten können.

### Anthropogene Quellen
Bei der vom Menschen verursachten Freisetzung von flüchtigen organischen Verbindungen dominieren die Verwendung von Lösemitteln, Halogenkohlenwasserstoffe als Kältemittel und der Straßenverkehr. Betrachtet man die Methan-Emission aus dem Nassreisanbau und der Rinderhaltung als anthropogene Quelle für VOCs, so ergibt sich hier ebenfalls eine signifikante Quelle.
Neben den VOCs in der Atmosphäre finden sich flüchtige organische Stoffe auch in der Innenraumluft und im Grundwasser. Quellen für diese VOC sind u. a. Kunststoffe, Baustoffe, Möbel und Teppiche, Reinigungsmittel, sowie der Konsum von Tabakprodukten.

VOC-Emissionen in Deutschland
Anteile verschiedener Quellen an den anthropogenen VOC-Emissionen in Deutschland 1990 und 2003 (Quelle: Umweltbundesamt, Berlin 2005)
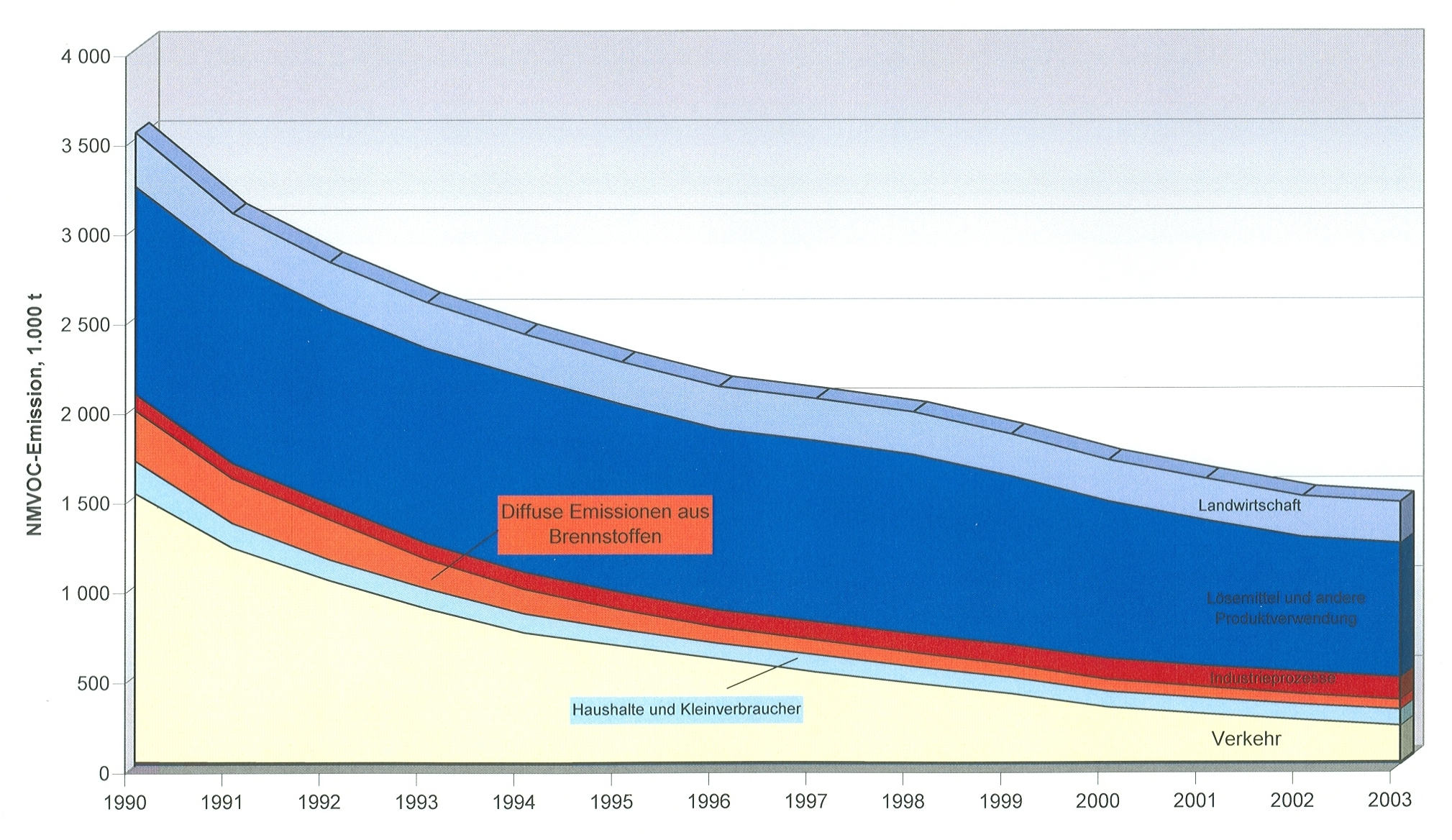
Entwicklung der anthropogenen VOC-Emissionen in Deutschland von 1990 bis 2003 (Quelle: Umweltbundesamt, Berlin, 2005)

## Auswirkungen auf die Gesundheit
Durch die Belastung mit flüchtigen organischen Verbindungen in der Innenraumluft können Menschen bestimmte Symptome entwickeln. Am häufigsten davon betroffen sind Menschen, die zum Beispiel aufgrund einer bestimmten Erkrankung besonders sensibel auf flüchtige Chemikalien reagieren.
Die Symptome wie Kopfschmerzen, Überempfindlichkeitsreaktionen, Müdigkeit, Leistungsminderung, Schlafstörungen und Reizungen der Atemwege werden unter dem Begriff „Sick-Building-Syndrom“ zusammengefasst. Das Krankheitsbild ist nicht international verbindlich durch die WHO definiert. Es existiert keine allgemein anerkannte Beschreibung des Krankheitsbildes, somit gibt es auch keinen ICD-10-Code.
Auch Wirkungen auf das Nervensystem sind bekannt.

## Emissionen in der Fahrzeugindustrie
Auch in der Fahrzeugindustrie gibt es für Emissionen von Kohlenwasserstoffen Grenzwerte, die dort allgemein als HC-Emissionen bezeichnet werden.